# Gartner
Gartner este o companie americană de consultanță și cercetare în IT, fondată în anul 1979.
The Wall Street Journal, The Economist, Financial Times împreună cu 30 de publicații financiare importante consideră Gartner o sursă de încredere, pe care o citează de aproximativ 70 de ori pe săptămână.
Compania are 4.000 de asociați, din care 1.200 cercetători și consultanți în 80 de țări.